# Rossbad (Heilbad)

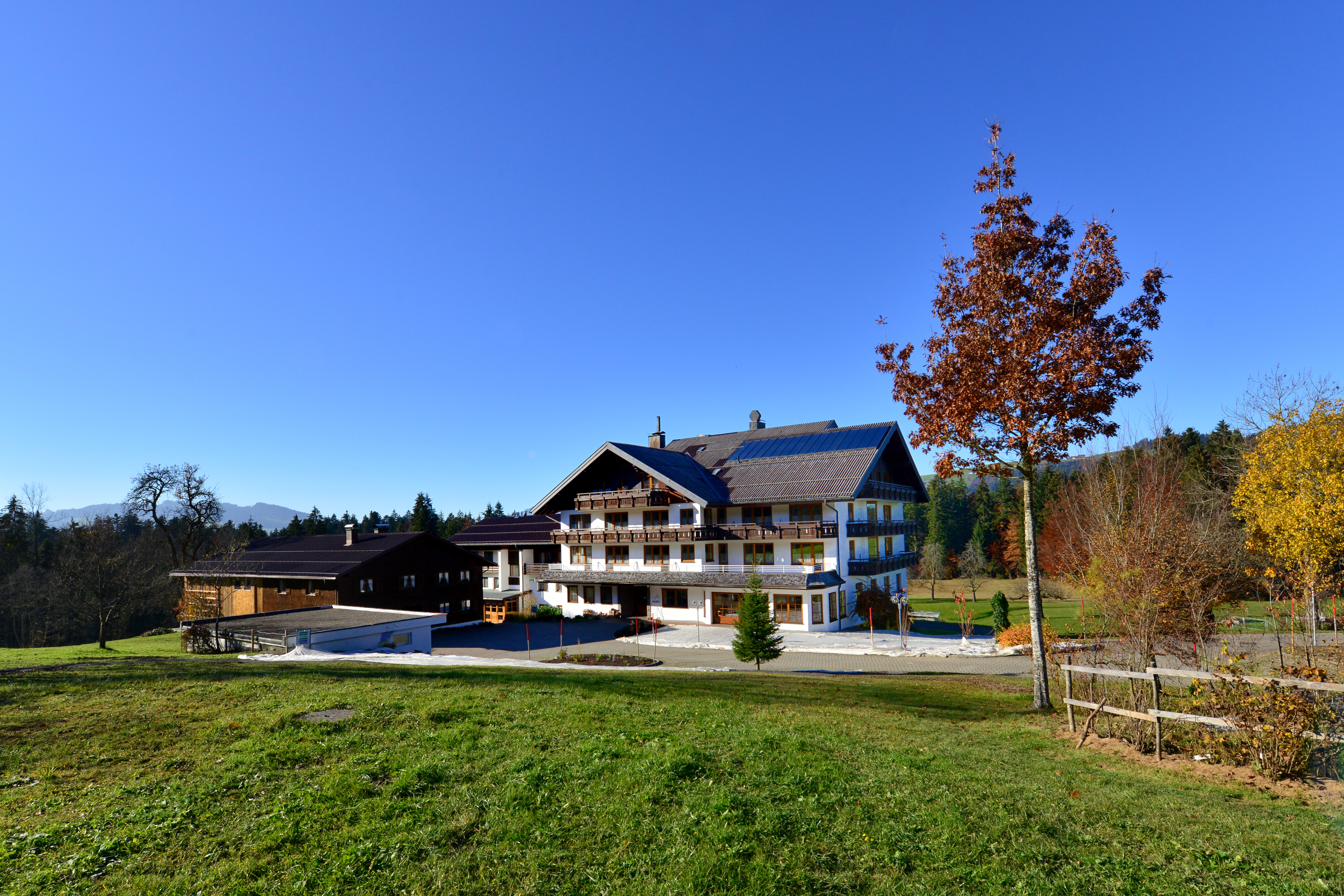
Heilbad Rossbad in Krumbach im Naturschutzgebiet Rossbad.

Das Rossbad (früher auch: Rassbad, 654 m ü. A.) war ein zwischen Krumbach und Langenegg liegendes Heilbad und Gasthaus (heute noch Kurhotel) und liegt im Ortsteil Rossbad der Gemeinde Krumbach in Vorarlberg (Österreich) im heutigen Naturschutzgebiet Rossbad.

## Namensherleitung
Im Alemannischen oder aber auch poetisch wird Ross für Hauspferd verwendet. Der Name „Rossbad“ soll der Legende nach aus einer Begebenheit aus dem Jahre 1705 stammen, als ein lahmendes Pferd in das Wasser der Heilquelle trat und dadurch geheilt wurde. Das Heilbad Rossbad gab auch dem umliegenden Naturschutzgebiet Rossbad den Namen.

## Geschichte

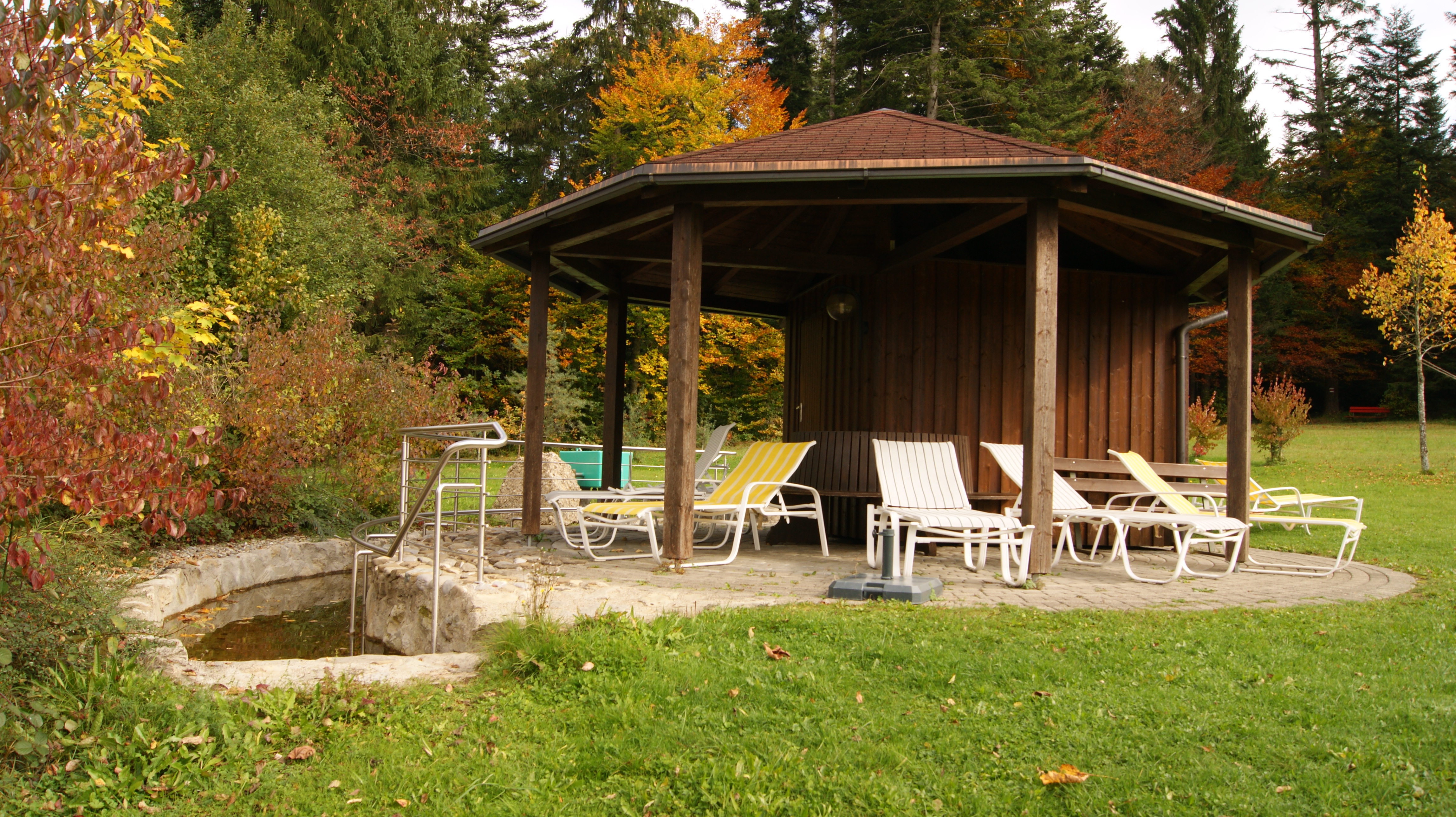
Kneipp-Wassertrete neben dem Rossbad.

Das Heilbad wurde in der Zeit des Dreißigjährigen Krieges bekannt. Der Vogt von Bregenz, Wernher von Raitnau, soll 1640 die Quelle auf einem Jagdausflug entdeckt haben. Im 17. Jahrhundert wurde eine Kapelle errichtet, die jedoch 1825 abgerissen wurde. Im 19. Jahrhundert wurde das Rossbad mehrfach verkauft. Konrad Bilgeri kaufte es 1808 und verkaufte es an Anton Raidel, der es 1834 an Johann Kaspar Steurer weiterverkaufte. 1851 wurden Josef Nußbaumer und seine Frau Katharina Schnell (vulgo: Rossbadwible) Eigentümer, verkauften es aber bereits 1855 an Kaspar Mang, der es 1857 an Martin Fink weitergab. 1883 erwarb Konrad Steurer und 1920 Philipp Fink das Rossbad. Mit dem Verkauf 1936 an Xaver Nußbaumer wurde das Rossbad zu einer modernen Kuranstalt um- und ausgebaut. Im Eigentum dieser Familie (nunmehr Schwärzler) ist das Bad bis heute. Seit 1958 wurden auch Kneipptherapien, Medizinalbäder, Massagen etc. angeboten. Der Hotel- und Kurbetrieb wurde Ende 2019 eingestellt.

## Badebetrieb und Heilquelle
Bei der Heilquelle handelt es sich um kalte, alkalische Schwefelquelle, ähnlich denen in Bad Haslach in Dornbirn oder im Schwefel-Bad in Hohenems oder in Bad Kehlegg in Dornbirn.
Der Höhepunkt des Heilbades lag Ende des 18. und im 19. Jahrhundert.

## Geographie / Topographie
Das Rossbad liegt etwa 3,4 km Luftlinie südwestlich vom Dorfzentrum von Krumbach entfernt. Die Gemeindegrenze von Langenegg ist der vom Glatzbach durchflossenen Badgraben (Grenzgewässer) etwa 200 m westlich des ehemaligen Hotels.